# Grilly

Grilly este o comună în departamentul Ain din estul Franței.